# Залуский, Войцех
Войцех Залуский (пол. Wojciech Załuski; род. 5 апреля 1960, Залуски-Липнево, Польша) — польский прелат и ватиканский дипломат. Титулярный архиепископ Диоклетианы с 15 июля 2014. Апостольский нунций в Бурунди с 15 июля 2014 по 29 сентября 2020. Апостольский нунций в Малайзии и Восточном Тиморе, а также апостольский делегат в Брунее с 29 сентября 2020.